# 10 janvier 1900
Le mercredi 10 janvier 1900 est le 10e jour de l'année 1900.

## Naissances
- Herbert Matthews (mort le 30 juillet 1977), journaliste américain
- Jean Doisy (mort le 6 octobre 1955), pseudonyme de Jean-Georges Evrard, auteur belge de bande dessinée
- Jean Gehret (mort le 24 mai 1956), acteur et réalisateur suisse
- John Allen Miner Thomas (mort le 12 mars 1932), écrivain américain
- Noël Giorgi (mort le 11 septembre 1944), résistant français
- Pie Raymond Régamey (mort le 12 mars 1996), historien de l'art français
- Pierre Romani (mort le 24 août 1978), personnalité politique française
- René Stackler (mort le 27 juillet 1984), homme politique français
- Teodoro Picado Michalski (mort le 1er juin 1960), président du Costa Rica
- Violette Cordery (morte le 30 décembre 1983), pilote de course britannique

## Décès
- Charles Ginoux (né le 23 octobre 1817), peintre français

## Événements
- Afrique du Sud, politique : à la suite de l'échec de la contre-offensive contre les Boers, en décembre 1899, le field marshal lord Roberts prend le commandement des forces britanniques avec Herbert Kitchener comme chef d'état-major.
- Allemagne, politique : à l'occasion du baptême, à Stettin, du paquebot Deutschland, le secrétaire d'État aux Affaires étrangères, Bernhard von Bülow, se prononce en faveur du renforcement de la puissance navale de l'Allemagne.
- Royaume-Uni, théâtre : première au Her Majesty's Theatre, à Londres, du Songe d'une nuit d'été, de William Shakespeare, mise en scène de Herbert Beerbohm Tree, avec Julia Neilson.